# Christian Weimer
Christian Weimer (Wertheim am Main, 20 april 1979), bijgenaamd Weima, is een Duits triatleet. Hij is meerdere malen Duits jeugdkampioen triatlon en behaalde een tweede plaats op zowel het wereldkampioenschap junioren en junioren B. Zijn sterkste punten zijn het zwemmen en lopen.
Hij doet sinds begin jaren negentig triatlons.
Hij wordt gesponsord door Hansgrohe en Isaac.

## Titels
- Europees jeugdkampioen triatlon: 1995, 1997
- Duits jeugdkampioen triatlon: 1995, 1996, 1997, 1998, 1999

## Persoonlijk records
- 1500 m zwemmen - 17.47
- 1 km lopen - 2.38
- 3 km lopen - 8.33
- 10 km lopen - 30.59

## Belangrijkste prestaties

### triatlon
- 1996:  WK junioren B
- 1998: 8e WK junioren in Lausanne - 2:02.06
- 1999:  WK junioren in Montreal - 1:49.25
- 2000: 39e WK
- 2005: 43e WK olympische afstand in Gamagōri - 1:53.20
- 2005: 7e Wereldbeker Richards Bay
- 2005: 8e Wereldbeker Salford
- 2008: 12e Ironman Florida - 8:43.01